# Torpedobaad af 2. kl. Nr. 4-5
Torpedobaadene af anden klasse Nr. 4 og Nr. 5 var de første danske torpedobåde, der var bygget til at blive medtaget på et større skib - i dette tilfælde panserskibet Tordenskjold. De blev bygget i England (Thornycroft), men konceptet med at bruge små torpedobåde som et ekstra våben slog ikke an, og de blev kun sparsomt anvendt.

## Baggrund og design
I 1872 havde en Torpedo Committee nedsat af Royal Navy foreslået fire anvendelsesmuligheder for selvbevægelige torpedoer. En af dem var installering i små både, der kunne tages med i større skibe og bruges som angrebsvåben derfra. Den britiske flåde begyndte produktionen af denne type både i 1878 og brugte numrene fra 51 og opefter, og man betegnede dem som torpedobåde af anden klasse. Andre lande fulgte op på ideen, og den danske Marine bestilte to både hos Thornycroft i 1881. I forhold til de første britiske både var de danske af en forbedret model, hvor de to torpedoer i stævnen blev affyret med trykluft i stedet for den mere besværlige damp. Bådenes numre skyldtes, at der 18. januar 1882 kom en kongelig resolution om, at de hidtidige torpedobåde nr. 1-3 for fremtiden skulle være torpedobåde af anden klasse, mens nummer 4-6 skulle navngives som henholdsvis Hajen, Søulven og Sværdfisken. De nye både blev derfor torpedobåde af anden klasse nummer Nr. 4 og Nr. 5.
| Navn                           | Søsat | Indgået      | Skæbne                              |
| ------------------------------ | ----- | ------------ | ----------------------------------- |
| Torpedobaad af 2. klasse Nr. 4 | 1882  | 8. juli 1882 | Udgået 1910, ophugget.              |
| Torpedobaad af 2. klasse Nr. 5 | 1882  | 8. juli 1882 | 26. august 1898 påsejlet og sænket. |

## Tjeneste
- 1882: I juli-august udrustet sammen med Hajen, Søulven, Sværdfisken og Torpedobaad af 2. klasse Nr. 1.
- 1883: Medtaget ombord på Tordenskjold.
- 1884: Medtaget ombord på Tordenskjold.
- 1888: Ikke længere tilknyttet Tordenskjold.
- 1892: I august-september udrustet som en del af årets øvelseseskadre.
- 1898: Nr. 5 udrustet i øvelseseskadren i august og natten til 26. august påsejlet af den tyske damper Doktor Siegler i Øresund. En mand omkom og vraget blev aldrig fundet.
- 1910: Nr. 4 udgik.[5]